# Општина Тотешти (Хунедоара)
Тотешти (рум. Toteşti) општина је у Румунији у округу Хунедоара.
Oпштина се налази на надморској висини од 368 m.